# ADC
Apple Display Connector (ADC) е патентована модификация на DVI конекторът, която комбинира цифров и аналогов видео сигнал, USB, и захранване в един кабел. Apple използват ADC в своите LCD и CRT монитори, преди да решат да използват стандартните DVI конектори.
Използването на ADC значително намалява спагетите от кабели зад компютъра. USB устройствата като клавиатура и мишка могат да се свържат към монитора, монитора към компютърната кутия, използваща ADC. Резултатът е ефективно свързване на компонентите чрез един кабел.
ADC-аналогово-цифров преобразувател. 8-канален, 8-битов, работещ с капацитивно преразпределяне на зарядите.